# Niederorschel
Niederorschel è un comune di 5 397 abitanti della Turingia, in Germania. Appartiene al circondario dell'Eichsfeld.

## Storia
Il 1º gennaio 2019 vennero aggregati al comune di Niederorschel i comuni di Deuna, Gerterode, Hausen e Kleinbartloff; fino a tale data, tali comuni erano stati riuniti insieme al comune di Niederorschel nella Verwaltungsgemeinschaft Eichsfelder Kessel.